# 상현고등학교
상현고등학교(上峴高等學校)는 대한민국 경기도 용인시 수지구 상현동에 있는 공립 고등학교이다.

## 학교 연혁
- 2012년 1월 2일 : 경기도 도립학교 설치조례 제4320호 공포(3년제 30학급)
- 2012년 2월 29일 : 학교건축 준공
- 2012년 3월 1일 : 초대 윤석훈 교장 취임
- 2012년 3월 5일 : 제1회 입학식(남 162명, 여 106명 계 268명)
- 2015년 2월 6일 : 제1회 졸업식(남 149명, 여 99명 계 248명)
- 2017년 2월 9일 : 제3회 졸업식(남 220명, 여 152명 계 372명) 졸업생 누계 973명
- 2020년 3월 1일 : 제3대 이제실 교장 취임
- 2024년 1월 8일 : 제10회 졸업식 286명(남 155명, 여 131명)
- 2024년 3월 4일 : 제13회 입학식(10학급) 343명(남 175명, 여 168명)

## 참고 자료
- 상현고등학교 - 한국교육학술정보원 학교알리미